# 경안역
경안역(景安驛)은 함경남도 북청군에 있는 평라선의 철도역이다. 

## 연혁
- 1927년 12월 1일: 신창역(新昌驛)으로 영업 개시[1]
- 일자 불명: 경안역으로 개칭

## 같이 보기
- 조선민주주의인민공화국의 철도